# Harmar D. Denny
Harmar Denny Denny, Jr. (* 2. Juli 1886 in Allegheny, Allegheny County, Pennsylvania; † 6. Januar 1966 in Buxton, England) war ein US-amerikanischer Politiker. Zwischen 1951 und 1953 vertrat er den Bundesstaat Pennsylvania im US-Repräsentantenhaus.

## Werdegang
Harmar D. Denny war ein Urenkel des gleichnamigen Kongressabgeordneten Harmar Denny (1794–1852). Er besuchte zunächst die Allegheny Preparatory School und danach bis 1904 die St. Paul’s School in Concord (New Hampshire). Anschließend studierte er bis 1908 an der Yale University. Nach einem Jurastudium an der University of Pittsburgh und seiner 1911 erfolgten Zulassung als Rechtsanwalt begann Denny in diesem Beruf zu arbeiten. Während des Ersten Weltkriegs war er als Oberleutnant Bomberpilot im Fliegerkorps der United States Army. In den Jahren 1933 und 1934 war er Sicherheitsbeauftragter (Director of Public Safety) in Pittsburgh. Politisch schloss er sich der Republikanischen Partei an. 1941 bewarb er sich erfolglos um das Amt des Bürgermeisters von Pittsburgh. Während des Zweiten Weltkrieges war er Oberstleutnant im Fliegerkorps der Army. Dabei fungierte er zwischen 1942 und 1945 als stellvertretender Luftinspektor beim Ausbildungskommando Eastern Flying Training Command. Nach der Gründung der Air Force im Jahr 1947 war er dort für einige Zeit Oberst.
Bei den Kongresswahlen des Jahres 1950 wurde Denny im 29. Wahlbezirk von Pennsylvania in das US-Repräsentantenhaus in Washington, D.C. gewählt, wo er am 3. Januar 1951 die Nachfolge des Demokraten Harry J. Davenport antrat. Da er im Jahr 1952 nicht bestätigt wurde, konnte er bis zum 3. Januar 1953 nur eine Legislaturperiode im Kongress absolvieren. Diese war von den Ereignissen des Koreakrieges geprägt. Zwischen 1953 und 1959 gehörte Denny der Bundesbehörde Civil Aeronautics Board an. Danach zog er sich in den Ruhestand zurück, den er in Pittsburgh verbrachte. Er starb am 6. Januar 1966 im englischen Buxton und wurde in Pittsburgh beigesetzt.